# Анца Рабежаона
Оли Анца Рабежаона (фр. Holy Antsa Rabejaona; 5. јун 2002), мадагаскарска је пливачица, учесница олимпијских игара и вишеструка национална рекордерка, чија ужа специјалности су спринтерске трке слободним и леђним стилом. 

## Спортска каријера
Прво велико такмичење на коме је учествовала је било Светско јуниорско првенство одржано у августу 2019. у Будимпешти, након којег је захваљујући стипендији отишла у руски Казањ у тамошњи развојни камп ФИНА.
Први већи успех у каријери остварила је на Афричком зонском првенству у Габоронеу (у Боцвани) 2020, где је освојила чак пет медаља, 2 сребра и 3 бронзе. 
Дебитантске наступе на највећим сениорским такмичењима је имала током 2021, прво на Афричком првенству у Акри, а потом и на Светском првенству у малим базенима у Абу Дабију. У Акри је успела да исплива нови национални рекорд у трци на 50 метара делфин стилом (време од 29,34 секунди). У истој дисциплини је поставила нови национални рекорд и у Абу Дабију, овај пут у малим базенима (29,13 секунди).
Током 2022. такмичила се на Првенству света у великим базенима у Будимпешти (57. место на 50 слободно и 49. место на 50 делфин).
Захваљујући специјалној позивници учествовала је на Олимпијским играма у Паризу 2024. године. У Паризу је пливала у квалификацијама трке на 50 метара слободним стилом. Наступила је у шестој квалификационој групи где је пливала у стази 8, и са временом од 27.12 секунди заузела је седмо место у својој квалификационој групи, односно укупно 39. место у конкуренцији 79 такмичарки.